# Davidoff

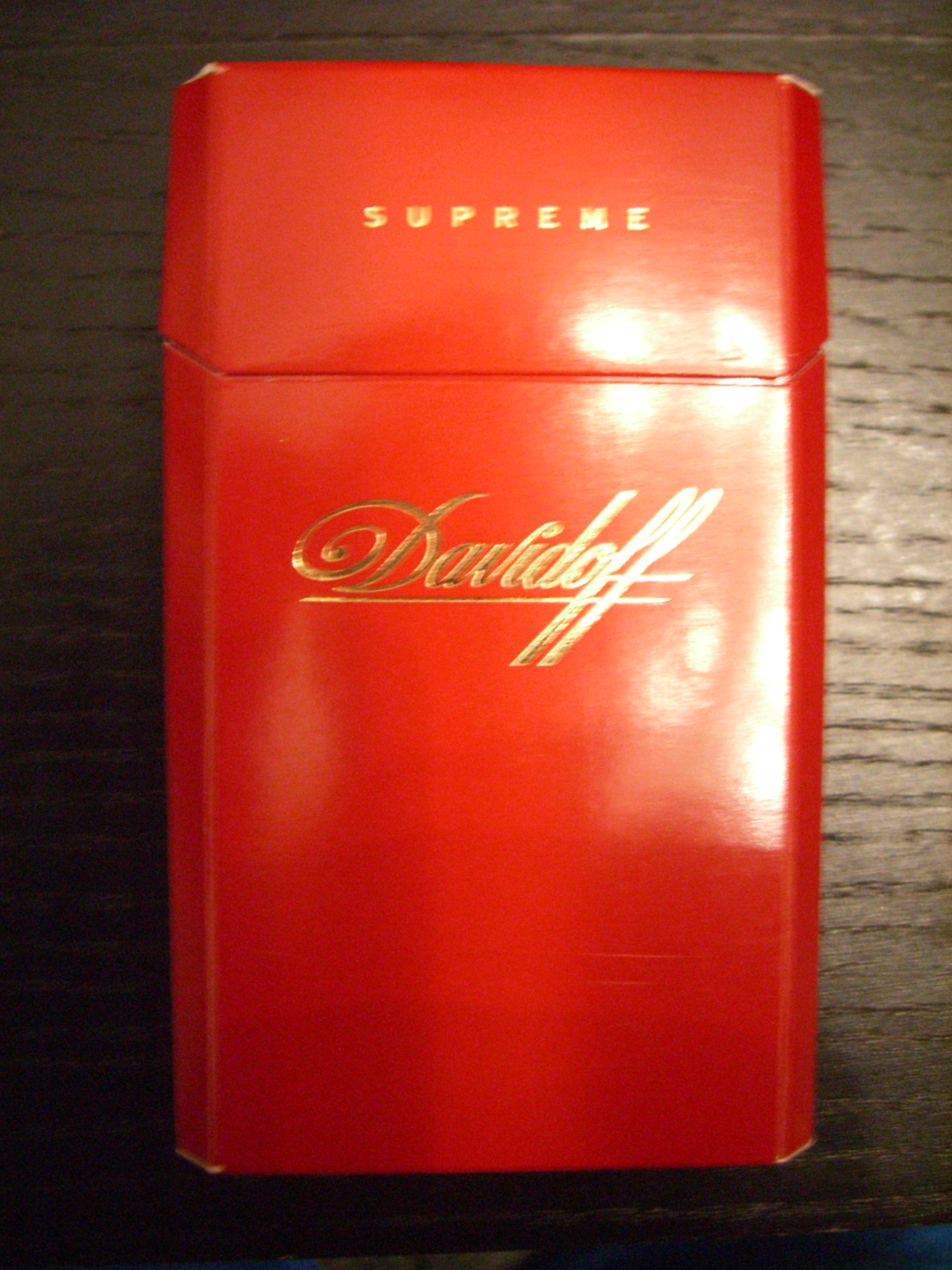
Davidoff Supreme-cigaretter

Davidoff är ett märke som främst är känt för sina tobaksprodukter, såsom cigarrer, cigaretter, cigariller och pip-relaterade produkter. I cigarrerna används mild, medium och stark tobak (Olor Dominicano, San Vicente och Piloto Cubano), som kommer från Cibaodalen, Santiago.